# Octopoma
Genre
Classification phylogénétique
Octopoma N.E.Br. est un genre de plante de la famille des Aizoaceae.
Octopoma N.E.Br., in Gard. Chron., ser. 3, 87: 72 (1930)
Type : Octopoma octojuge (L.Bolus) N.E.Br. (Mesembryanthemum octojuge L.Bolus)

## Liste des espèces
- Octopoma abruptum N.E.Br.
- Octopoma calycinum (L.Bolus) L.Bolus
- Octopoma conjunctum (L.Bolus) L.Bolus
- Octopoma connatum (L.Bolus) L.Bolus
- Octopoma inclusum N.E.Br.
- Octopoma octoiuge (L.Bolus) N.E.Br.
- Octopoma quadrisepalum (L.Bolus) H.E.K.Hartmann
- Octopoma rupigenum (L.Bolus) L.Bolus
- Octopoma subglobosum (L.Bolus) L.Bolus
- Octopoma tanquanum Klak
- Octopoma tetrasepalum (L.Bolus) H.E.K.Hartmann